# Bipropagation
Bipropagation nennt sich ein Algorithmus für maschinelles Lernen des mehrschichtigen Perzeptrons. Der Autor, Bojan PLOJ, präsentierte den Algorithmus erstmals auf einer Konferenz für Elektrotechnik und Informationstechnologie ERK im September 2009 in Portorož. Bipropagation ist weitaus schneller und zuverlässiger als der bekannte Algorithmus Backpropagation.
Die Besonderheit des Bipropagationsalgorithums ist, dass die Werte der inneren Schichten wohl überlegt ausgewählt sind. So liegen die inneren Schichten offen. Für die Auswahl der Werte der inneren Schichten gibt es mehrere Methoden. Alle Methoden haben gemein, dass das Lernen stufenweise verläuft – von Schicht zu Schicht. Die Muster der gleichen Klasse nähern sich in jeder weiteren Schicht des Perzpetrons etwas an, während sich die Muster der verschiedenen Klassen voneinander entfernen. Das Lernen kann für jede Schicht einzeln verlaufen. Damit steigern sich die Geschwindigkeit und die Zuverlässigkeit des Lernens sehr. Das Lernen der logischen Funktion XOR ist mit dem Bipropagationsalgorithums im Durchschnitt mehr als 20 Mal schneller als das Lernen mit dem Backpropagationsnalgorithums.